# Valère Germain
Valère Germain (ur. 17 kwietnia 1990 w Marsylii) – francuski piłkarz występujący na pozycji napastnika we francuskim klubie Montpellier HSC.

## Statystyki kariery
(aktualne na dzień 20 maja 2017)
| Klub               | Sezon              | Liga               | Liga  | Liga   | Puchar Francji | Puchar Francji | Puchar Ligi | Puchar Ligi | Europa | Europa | Suma  | Suma   |
| Klub               | Sezon              | Liga               | Mecze | Bramki | Mecze          | Bramki         | Mecze       | Bramki      | Mecze  | Bramki | Mecze | Bramki |
| ------------------ | ------------------ | ------------------ | ----- | ------ | -------------- | -------------- | ----------- | ----------- | ------ | ------ | ----- | ------ |
| AS Monaco          | 2010/11            | Ligue 1            | 2     | 0      | 0              | 0              | 0           | 0           | –      | –      | 2     | 0      |
| AS Monaco          | 2011/12            | Ligue 2            | 34    | 8      | 2              | 0              | 1           | 0           | –      | –      | 37    | 8      |
| AS Monaco          | 2012/13            | Ligue 2            | 35    | 14     | 1              | 0              | 2           | 0           | –      | –      | 38    | 14     |
| AS Monaco          | 2013/14            | Ligue 1            | 23    | 5      | 2              | 0              | 1           | 0           | –      | –      | 26    | 5      |
| AS Monaco          | 2014/15            | Ligue 1            | 29    | 4      | 2              | 1              | 3           | 0           | 3      | 0      | 37    | 5      |
| OGC Nice (wyp.)    | 2015/16            | Ligue 1            | 38    | 14     | 1              | 0              | 1           | 0           | –      | –      | 40    | 14     |
| AS Monaco          | 2016/17            | Ligue 1            | 36    | 10     | 5              | 3              | 3           | 0           | 16     | 4      | 60    | 17     |
| Olympique Marsylia | 2017/18            | Ligue 1            | 0     | 0      | 0              | 0              | 0           | 0           | 0      | 0      | 0     | 0      |
| Ogólnie w karierze | Ogólnie w karierze | Ogólnie w karierze | 197   | 55     | 13             | 4              | 11          | 0           | 19     | 4      | 240   | 63     |